# Grant Riller
Grant Lucas Riller (Flórida, 8 de fevereiro de 1997) é um jogador norte-americano de basquete profissional do Philadelphia 76ers da National Basketball Association (NBA) e do Delaware Blue Coats da G-League.
Ele jogou basquete universitário no College of Charleston e foi selecionado pelo Charlotte Hornets como a 56ª escolha geral no Draft da NBA de 2020.

## Carreira no ensino médio
Riller jogou basquete pela Ocoee High School em Ocoee, Flórida, sob o comando do técnico Rob Gordon. Ele foi chamado para o time do colégio quando estava na nona série.
Em 28 de dezembro de 2014, Riller marcou 53 pontos, recorde escolar, na vitória sobre o Leesburg High School nas finais do torneio Ocoee Great 8. Ele teve uma média de 29,1 pontos em sua última temporada.
Riller foi considerado um recruta de duas estrelas pela 247Sports e não foi avaliado pela ESPN ou Rivals. 
Em 4 de outubro de 2014, ele se comprometeu a jogar basquete universitário na College of Charleston, rejeitando as ofertas de Cleveland State, FIU e Hofstra.

## Carreira universitária

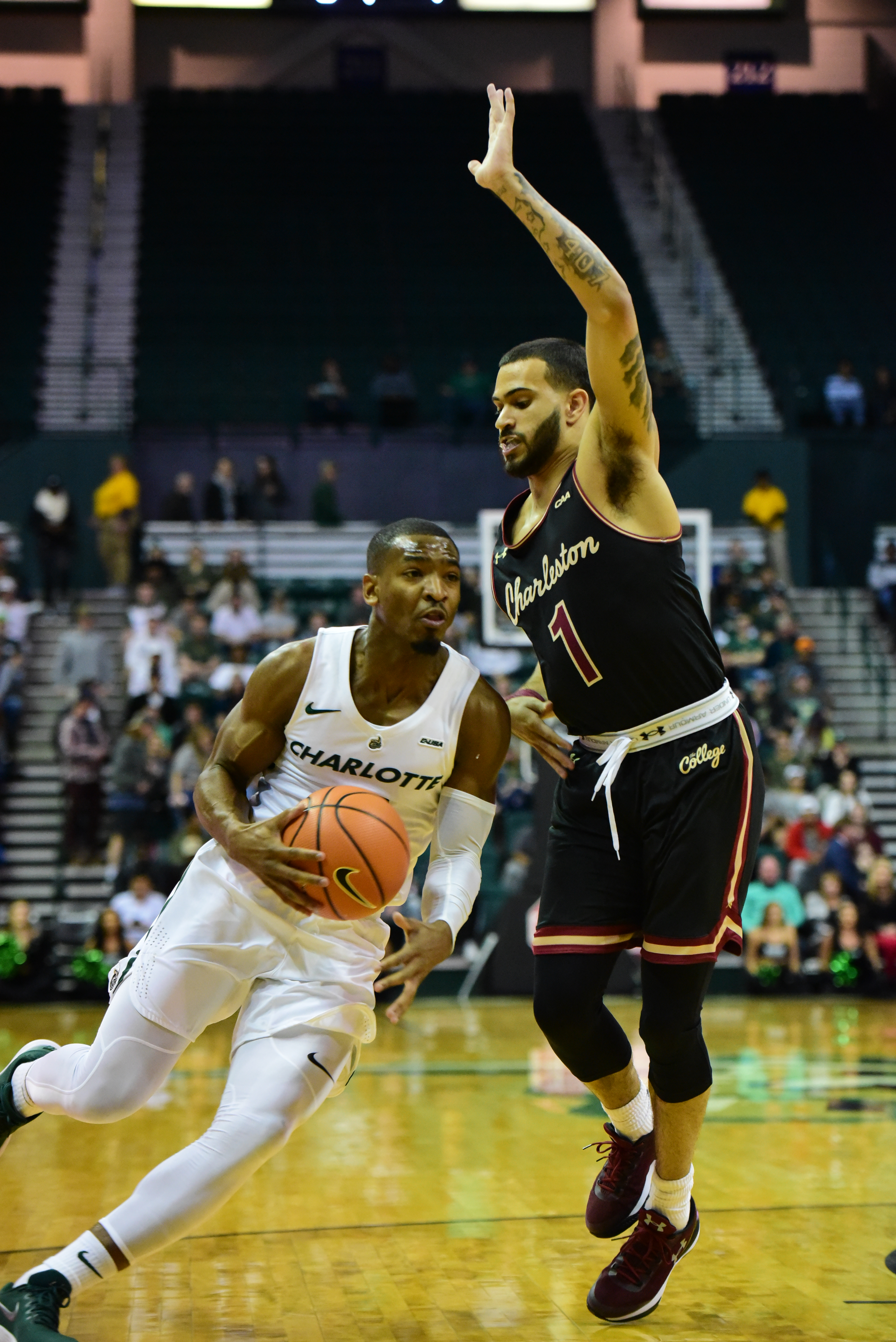
Riller (à direita) em novembro de 2017

Riller sofreu uma lesão no joelho antes de sua temporada de calouro. Ele foi forçado a usar uma joelheira, apesar de trabalhar durante todo o verão para obter força total. Em sua estreia universitária, Riller marcou 21 pontos contra The Citadel. Ele teve média de 13,1 pontos como calouro, o segundo melhor do time. Riller registrou 20 pontos e quatro roubos de bola na vitória por 83-76 sobre Northeastern no Torneio da Colonial Athletic Association. Ele foi nomeado o MVP do Torneio da CAA de 2018 e juntou-se ao companheiro de equipe, Joe Chealey, na Primeira-Equipe da CAA. 
Riller teve média de 18,7 pontos em seu segundo ano. Ele marcou 43 pontos, o recorde de sua carreira, na derrota por 99-95 para Hofstra. 
Em sua terceira temporada, ele teve médias de 21,9 pontos e 4,1 assistências e levou a equipe a um recorde de 24-9. Ele foi novamente nomeado para a Primeira-Equipe da CAA.
Em 14 de dezembro de 2019, Riller se tornou o terceiro jogador da história do College of Charleston a atingir a marca de 2.000 pontos na carreira. Em 16 de janeiro de 2020, ele registrou o primeiro triplo-duplo de um jogador do College of Charleston com 20 pontos, 10 rebotes e 10 assistências na derrota para Northeastern. Em sua última temporada, ele teve médias de 21,9 pontos, 3,9 assistências e 5,1 rebotes e foi nomeado para a Primeira-Equipe da CAA.

## Carreira profissional
Em 18 de novembro de 2020, Riller foi selecionado pelo Charlotte Hornets como a 56º escolha geral no Draft da NBA de 2020. Em 30 de novembro de 2020, ele assinou um contrato de mão dupla com a equipe. De acordo com os termos do acordo, ele dividirá o tempo entre os Hornets e o seu afiliado na G-League, o Greensboro Swarm.
Em 30 de agosto de 2021, Riller assinou um contrato bi-direcional com o Philadelphia 76ers.

## Estatísticas da carreira

### Universidade
| Ano      | Equipe                | PJ                    | PT                    | MPJ                   | AP                    | 3P                    | LL                    | RT                    | AS                    | BR                    | TO                    | PPJ                   |
| -------- | --------------------- | --------------------- | --------------------- | --------------------- | --------------------- | --------------------- | --------------------- | --------------------- | --------------------- | --------------------- | --------------------- | --------------------- |
| 2015–16  | College of Charleston | Não jogou a temporada | Não jogou a temporada | Não jogou a temporada | Não jogou a temporada | Não jogou a temporada | Não jogou a temporada | Não jogou a temporada | Não jogou a temporada | Não jogou a temporada | Não jogou a temporada | Não jogou a temporada |
| 2016–17  | College of Charleston | 35                    | 27                    | 27.0                  | .486                  | .333                  | .798                  | 2.1                   | 1.2                   | .9                    | .2                    | 13.1                  |
| 2017–18  | College of Charleston | 33                    | 32                    | 33.6                  | .545                  | .394                  | .729                  | 2.8                   | 2.0                   | 1.3                   | .4                    | 18.6                  |
| 2018–19  | College of Charleston | 33                    | 33                    | 35.5                  | .538                  | .329                  | .806                  | 3.4                   | 4.1                   | 1.2                   | .1                    | 21.9                  |
| 2019–20  | College of Charleston | 31                    | 31                    | 33.5                  | .499                  | .362                  | .827                  | 5.1                   | 3.9                   | 1.6                   | .3                    | 21.9                  |
| Carreira | Carreira              | 132                   | 123                   | 32.4                  | .517                  | .354                  | .790                  | 3.3                   | 2.8                   | 1.2                   | 0.2                   | 18.8                  |